# Ahmed Muradbegović
Ahmed Muradbegović (3. března 1898 Gradačac, Bosna a Hercegovina – 15. března 1972 Dubrovník, Socialistická federativní republika Jugoslávie) byl bosenskohercegovský spisovatel, dramaturg, dramatik, básník a prozaik bosňáckého původu.

## Životopis
Ahmed se narodil do rozvětvené statkářské rodiny Muradbegovićů, kteří měli původ v severobosenské Tuzle. Jeho otec Hilmi-beg byl dvakrát ženatý; s první ženou Alemou Ibreljićovou přivedl na svět syny Hasiba (1893–1960), Ahmeda (1898–1972), Huseina/Husejna a dceru Muniru, se druhou Hasibou Ćosićovou pak syny Midhata (levicově smýšlející učitel, po roce 1945 v diplomatické službě SFRJ) a Dževada a dceru Nefisu. Archivováno 25. 2. 2017 na Wayback Machine.
Základní školu Ahmed navštěvoval v rodném Gradačci, střední vzdělání získal na gymnáziích v Tuzle, Sarajevu a Bihaći. Roku 1917 byl povolán do vojska. Po skončení první světové války odmaturoval v Sarajevu (1919) a nadlouho přesídlil do Záhřebu, kde se roku 1919 zapsal na studia práv. Po dvou měsících však přehodnotil svůj zájem a začal navštěvovat Filozofickou fakultu (dokončil ji až roku 1930) a Státní hereckou školu (1920–1922). Od roku 1921 působil jako herec, a to pod pseudonymem A. M. Begović, a nato coby pomocný režisér Branka Gavelly v Chorvatském národním divadle v Záhřebu. Později se zaměstnal jako učitel v Prvním reálném gymnáziu.
V chorvatské metropoli se seznámil se svou budoucí ženou Nedou (1913?–2003), která před sňatkem přestoupila na islám a vzala si nové jméno Nedina. Společně přivedli na svět tři dcery, Alemu, Elmu a Melihu.
Po nástupu ustašovského režimu v Chorvatsku a Bosně a Hercegovině roku 1941 získal na přímluvu Aliji Nametka prestižní post intendanta (ředitele) v Národním divadle v Sarajevu, tehdy přejmenovaném na Chorvatské státní divadlo v Sarajevu, který si udržel až do pádu fašistického státu roku 1945. S ustašovci se zapletli i další jeho příbuzní. Bratr Hasib byl od roku 1942 místopředsedou Nejvyššího soudu v Banja Luce, na konci války byl zřejmě popraven komunistickými partyzány, a bratr Husein v době fašistické vlády hojně publikoval svá díla. S těmito bratry jej pojil i rodinný osud, všichni tři si našli manželku mezi křesťankami.
Krátce po osvobození Sarajeva byl zatčen komunistickými partyzány a za údajnou kolaboraci odsouzen k trestu vězení. Nedlouho poté však byl amnestován, zřejmě na přímluvu bratra Midhata, a znovu se mohl věnovat své profesi. Od roku 1947 pracoval jako režisér a ředitel v Národním divadle v Tuzle. Roku 1954 se přestěhoval do Dubrovníku, kde byl jmenován ředitelem a uměleckým šéfem místního národního divadla. Mezi lety 1956 a 1960 se uplatnil jako šéf činohry Národního divadla v Banja Luce. Nakonec byl roku 1960 penzionován a trvale přesídlil do Dubrovníku, kde strávil zbytek svého života. Pohřben byl v muslimské části dubrovnického hřbitova Boninovo, kam byla po smrti uložena i jeho manželka.

## Dílo
- Haremska lirika (Harémová lyrika, Zagreb 1921), pak jako dvojkniha Haremska lirika; Haremske novele (Sarajevo 1996)
- Haremske novele (Harémové novely, Zagreb 1924), pak jako dvojkniha Haremska lirika; Haremske novele (Sarajevo 1996)
- Nojemova lađa (Noemova archa, Zagreb 1924), novely
- Majka (Matka, Zagreb 1934), drama
- Na Božjem putu (Na cestě Boží, Novi Sad 1936), drama
- Svijet u opancima (Svět v opáncích, Beograd 1936), povídky
- U vezirovim odajama (V komnatách vezírových, Sarajevo 1941), novely
- Husein-beg Gradaščević (Husein-beg Gradaščević, Sarajevo 1942), drama
- Omer-Paša Latas u Bosni 1850–1852 (Omer-paša Latas v Bosně 1850–1852, Zagreb 1944), historická studie
- Ljubav u planini (Láska na horách, Sarajevo 1944), drama
- Izabrana djela I–III (Vybrané spisy: Haremska lirika / Pripovijetke, Drame: Potraga za golim čovjekom, Pomrčina krvi, Bijesno pseto, Majka, Na božijem putu, Husein Kapetan Gradaščević, Eseji i kritike, članci i polemike, ed. Alija Isaković, 3 sv., Sarajevo 1987)
- Ponos (Pýcha, Gradačac 2004), román
- Odabrane drame (Vybraná dramata, Zagreb–Sarajevo 2014)